# Апостяну, Анджелика
Анджелика Апостяну (рум. Angelica Aposteanu; 21 августа 1954, Бистрица) — румынская гребчиха, бронзовый призёр Олимпийских игр 1980 года в Москве.

## Биография
На Олимпийских играх 1980 года Апостяну в составе экипажа восьмерки (Предеску-Загони, Фрынту, Букур, Пушкату, Ильюцэ, Константинеску, Бондар) с рулевой Еленой Добрицой пришла к финишу третьей с результатом 3:05.63.